# 클래식 기타

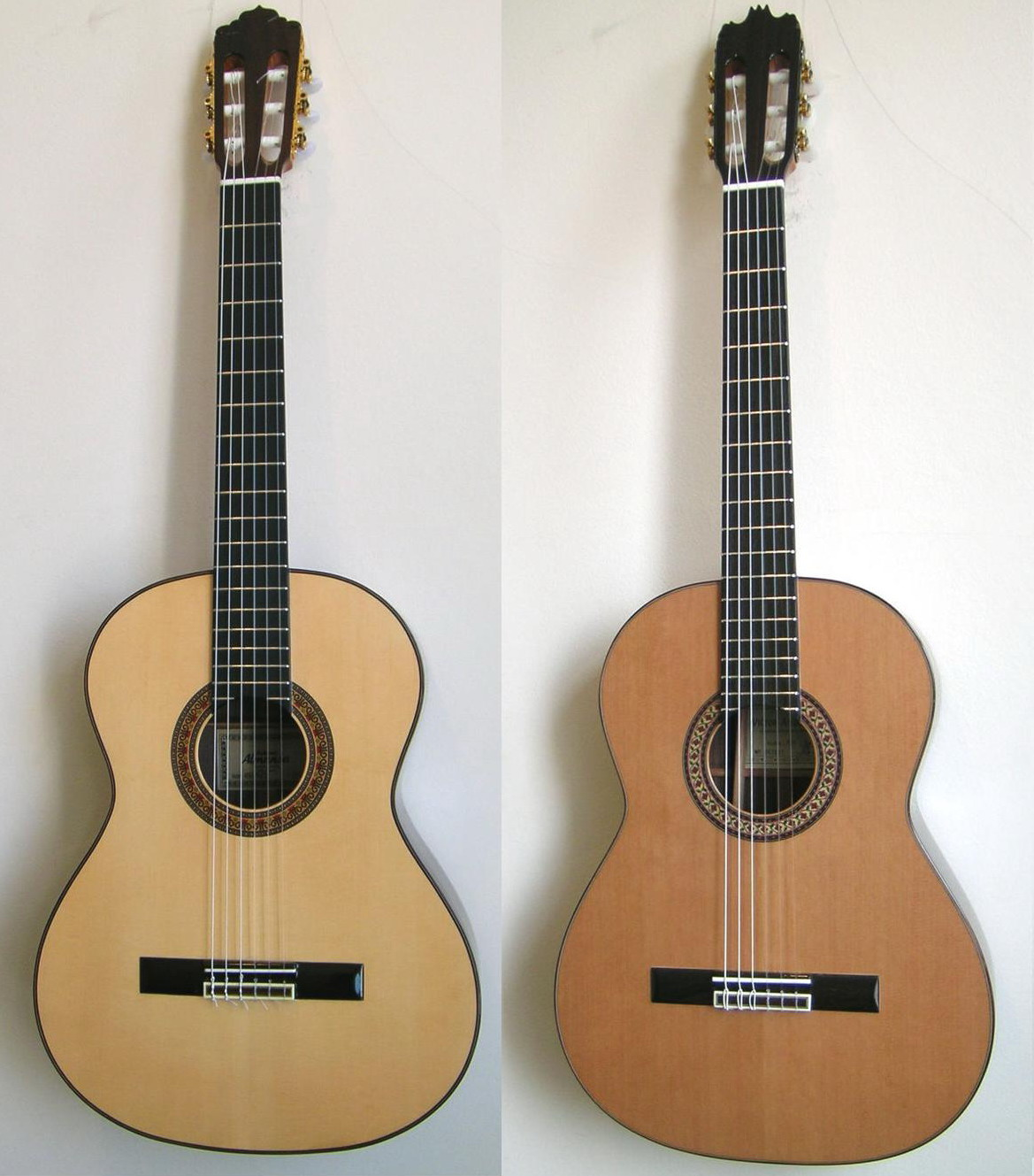
왼쪽 : 스프루스(가문비나무속) 앞판
오른쪽 : 시더(개잎갈나무속) 앞판

클래식 기타(영어: Classical Guitar)는 양의 창자를 꼬아 만든 거트줄이나 나일론줄을 사용하는 기타로 손으로 뜯어서 멜로디와 화음을 동시에 연주하는 독주 악기로 많이 쓰인다.
클래식 기타로 클래식 음악만 연주하는 것은 아니며 포크, 재즈, 플라멩코 등 다양한 장르를 연주한다.
오늘날의 현대 클래식 기타는 19세기 스페인 제작가 안토니오 데 토레스 후라도(:en:Antonio de Torres Jurado)에 의해 자리잡았다. 그래서 현대 클래식 기타를 스패니시 기타(Spanish guitar)라고도 부른다.

## 클래식 기타의 역사와 유래
클래식 기타는 기원전 4500년 전 수메르 왕국의 판두라(en:pandura)라는 악기에서 유래한다. 이어서 기원전 2500년경 하프와 비슷하게 생긴 악기가 나타나고 이집트 시대에는 네페르(en:Nefer), 그리스에서는 기타라가 사용되었다. 여기서 그리스의 ‘기타라’라는 이름이 현재의 악기의 이름에 영향을 미쳤다. 직접적인 조상은 중세 시대의 류트이다.

## 구조
클래식 기타는 크게 헤드, 넥, 바디의 세 부위로 구분할 수 있다. 헤드는 소리를 조율할 때 사용하는 부분인데 이 부위에 있는 헤드머신을 사용해 줄을 감거나 풀 수 있다. 헤드에 문제가 있으면 줄의 음높이가 매번 바뀔 수 있다.
넥은 왼손으로 줄을 누르게 되는 부분이다. 넥이 휘어있거나 프렛의 높이에 문제가 있으면 소리에 잡음이 섞이는 경우가 많아서 장기간 기타를 쓰지 않고 보관을 할 때는 줄을 풀어놓아 넥이 휘는 것을 방지하는 것이 정석이다. 또한 오늘날엔 대개 6,5,4번 줄은 쇠줄, 나머지는 나일론 줄을 이용한다
바디는 울림통이라고도 불리는데 기타줄의 소리가 여기서 증폭되어 나오게 된다. 이 부분이 기타 제작에서 가장 까다로우며 재료의 선택 및 처리가 쉽지 않다. 바디를 어떻게 제작하느냐에 따라 기타의 음색 및 음량, 여운의 길이 등이 달라진다.

### 상판
상판은 일반적으로 원목으로 만들어진다. 측후판은 자체가 울리기보다는 상판의 울림을 반사하는 역할이 주가 되기 때문에 합판을 쓰기도 하나, 상판은 기타줄의 소리를 받아 울림을 생성하는 역할을 하기 때문에 초저가형 악기를 제외하고는 원목을 사용한다. 일반적으로 스프러스나 시더를 사용한다.
- 더블탑 : 더블탑(double top/sandwich top/composite top)이란 얇은 두 판 사이에 벌집 모양 노맥스 판을 끼워넣고 붙여 가볍고 튼튼한 상판을 만드는 방식이다. 소리가 커지고 원달력이 향상되며, 구조 상 변형과 파손에 강한 장점이 있지만 한 번 파손되면 상판 전체를 교체해야 하는 등 수리하기 어렵고, 노맥스 판 자체는 단단하지 않아서 진공 흡입기를 사용해야 하는 등 제작 과정이 굉장히 어려워 아무리 저렴해도 250호 이하로는 가격이 떨어지지 않는다. 마티아스 다만(Matthias Dammann)이 개발했으며, 본래는 노맥스 판 대신 발사나무를 사용하는 형태였으나 현재 이상으로 제작이 어려웠고, 게르노트 바그너(Gernot Wagner)가 노맥스 판을 사용하는 방식을 제안하였다.[1] 다만의 더블탑 기타는 버전 1, 2, 3으로 나뉠 수 있으며, 노맥스판은 버전 1에 쓰였고 2부터는 쓰이지 않는다. 국내에서는 버전 1을 기반으로 한 더블탑이 제작되고 있다.
- 래티스 : 래티스(lattice brace)는 그렉 스몰맨(:en:Greg Smallman)이 개발하였다. 앞판을 극단적으로 얇게 만들고 측후판을 두텁게 만들어 기타를 일종의 스피커처럼 만드는 방식이다. 앞판의 강도를 보완하기 위해 격자형 버팀목을 설치하여 래티스라 불린다. 음량이 커지는 효과가 있는데, 소수의 공방에서는 100호 미만의 연습용 기타에 래티스 브레이싱을 사용하기도 한다. 이 때는 전통적인 기타 구조에 상목 브레이싱에 래티스 브레이싱을 적용하는 방식이다.

### 측후판
다양한 나무가 사용되나 일반적으로는 로즈우드 계열, 특히 북인도황단 쪽을 사용한다. 저가형에는 동남아산 마호가니를 주로 하여 만든 합판이 사용된다. 브라질흑황단, 온두라스황단 등을 최고로 치나 오랫동안 벌목이 이루어져 오늘날에는 굉장히 희귀해졌고 규제가 강해졌다. 브라질흑황단은 소리가 웅장하고 단단한 편이고, 잘만 사용하면 최상의 소리를 들려주나 쓰기 까다롭다. 어지간한 공방도 하카란다의 가능성을 제대로 끌어내는 곳은 많지 않으므로 공방이 하카란다를 잘 다루는지 모르면 인디언 로즈우드로 주문하는 게 좋다. 북인도황단은 브라질흑황단에 비해선 소리가 다소 무르고 부드러운 편이며 측후판 자재로 제일 널리 쓰인다. 품질이 좋지 않은 브라질흑황단을 쓰거나, 어설프게 쓸 바에는 차라리 북인도황단을 사용하는 것이 낫다. 또한 오늘날 하카란다는 심각한 멸종위기에 처해있으며, 철도 침목이나 통나무집의 자재, 침대나 테이블 따위에 쓰인 하카란다를 기타 재료로 재가공하는 형편이니 고품질 하카란다를 구하기는 하늘의 별따기인 것이다.
- 더블백 : 후판은 전판의 울림을 반사하는 역할을 하는데, 후판 뒤에 다른 후판을 두어서 후판의 음향 반사 작용을 방해하지 않도록 하는 것이다. 후판 뒤의 후판은 음향에는 거의 영향을 미치지 않기 때문에 합판을 많이 사용한다. 마누엘 콘트레라스가 1970년대에 최초로 선보였는데, 제작가는 이를 '더블타파(doble tappa)'라고 불렀다.
- 더블사이드 : 얇은 측판을 이중으로 설치한다. 앞판의 울림에 대한 측판 자체의 간섭을 최대한 줄이는 역할을 한다.

## 품질

### 음향
프랑스의 명장급 제작가 다니엘 프레드리히(Daniel Friedrich)가 꼽은 좋은 클래식 기타의 기준은 다음과 같다.
1. 음량, 원달력
2. 여운의 길이
3. 음량, 음색의 균일성
4. 음색 (소리의 품질과 특색)
5. 베이스와 트레블 사이의 균형
6. 연주의 편의성
7. 음질의 균일성
8. 반응성, 민감성의 정도
9. 소리의 어택의 정도
10. Contrast (하프시코드에 가까운지 피아노에 가까운지), 음량 범위
11. 배음 공명의 정도
12. 소리의 선명함, 둔탁함
13. 버징의 존재 유무
14. 음 높낮이의 정확함

## 부속품

### 기타줄
클래식 기타의 줄은 크게 양의 가죽으로 만든 거트현, 나일론현으로 나뉜다. 기술이 발전하기 전에는 거트현이 쓰였는데, 거트현은 고전음악에 어울리며 지두탄현에 적합한 특성을 갖는다. 거트현과 유사한 특성을 재현하기 위해 나일론현의 겉을 거칠게 처리한 렉티파이드현이라는 제품이 있고, 나일론현의 겉부분을 고운 사포로 갈아도 비슷한 느낌을 재현할 수 있다. 카본현은 나일론현에 탄소섬유를 섞은 것으로, 나일론현에 비해 장력이 세고 얇으며 약간 불투명하고 여운이 길다. 나일론 3번줄은 두께가 유난히 두꺼워 연주자의 취향에 따라 3번줄에 카본을 쓰거나 2,3번줄에 카본을 쓰기도 하며 티타늄현을 사용하기도 한다. 티타늄현은 나일론현에 티타늄을 섞은 것으로, 순수 나일론현과 카본현의 중간 특성을 갖는다. 약간의 보라색을 띈다.

### 발판, 받침대
클래식 기타는 통기타와는 달리 연주 시에 넥을 치켜세운다. 이를 위해 발판, 무릎 받침대, 무릎 방석 따위를 이용하여 넥의 각도를 맞춘다.

### 케이스
케이스는 흔히 천으로 만드는 소프트 케이스, 플라스틱이나 나무 등으로 만드는 하드 케이스로 나뉘는데, 30만원 이하의 입문용 저가형 기타가 아닌 이상 소프트 케이스는 추천되지 않는다. 클래식 기타는 구조적으로 약한 편이기 때문에 쓰러지면 헤드에 금이 가고, 부딪치면 바디가 손상된다. 특히 합판을 쓴 중저가형 악기보다 원목을 쓴 고가형 악기가 더더욱 취약한 편이다. 또한 고가형일수록 적정 습도를 유지해야 기타가 상하지 않는데, 밀폐가 잘 되는 하드 케이스에 보관하면 굳이 방 전체의 습도를 맞추지 않아도 기타를 관리할 수 있다는 장점이 있다. 고강도 스티로폼으로 제작된 하드 케이스는 폼 케이스라고 부르는데, 일상적인 상황의 가벼운 부딪힘은 충분히 방어할 수 있으면서도 무게는 훨씬 가벼운 장점이 있다.

### 댐핏
기타의 울림통에 장착하여 습도를 조절하는 장치. 내부에서 습기를 발산하는 재질에 물을 공급한 다음에는 물기를 전부 제거해야, 물이 기타 목재에 들어가서 기타 소리를 안 좋게하는 일을 방지할 수 있다.

## 등급
클래식 기타의 등급은 크게 원목, 합판의 비중이 얼마나 되는지로 나뉘는데, 앞판, 옆판, 뒷판을 모조리 원목을 사용한다면 올솔리드(올솔), 앞판만 원목을 사용한다면 탑솔리드(탑솔)라 불리고, 저가형 제품은 합판만을 사용한다. 원목의 비중이 높을수록 일반적으로 소리가 좋아지지만 관리가 어려워진다. 목재 대신 카본으로 제작되기도 하지만, 통기타 등에 비해 굉장히 드물다.
습도에 따라 넥이 휠 수 있는데, 이를 방지하기 위해 넥 가운데를 파내거나 반으로 잘라 흑단, 로즈우드 등의 단단한 목재를 심기도 한다. 코르도바 제품의 경우 통기타처럼 트러스 로드를 심어 넥의 휨을 조절하지만, 금속은 목재와 음향학적 특성이 다른데다 넥의 무게 또한 달라지므로 플라멩코 기타(:en:Flamenco guitar)에 가까운 카랑카랑한 소리를 내게 된다. 무게에 의한 영향을 방지하기 위해 속이 빈 두랄루민 봉을 삽입하는 경우도 있지만 역시 어느 정도의 카랑카랑함을 면할 수는 없다. 드물게는 탄소섬유층을 삽입하기도 한다. 중요한 것은 잘 휘는 목재를 사용하면 아무리 보강해도 휠 넥은 휜다는 것이다. 처음부터 잘 건조된, 잘 휘지 않는 목재를 쓰는 게 좋고, 보강 목재는 어디까지나 보조적으로 쓰인다.
또한 수제 기타 중에서도 장인이 특별히 공들여 튜닝한 수제품 즉 콘서트(급) 기타인지, 아니면 다소 저가 재료를 사용하며 대량 생산의 묘리를 적용한 중저가형 제품인지 나눌 수도 있다.
중저가형 제품은 폴리우레탄 코팅을, 고가형 제품은 주로 쉘락(en:Shellac) 코팅을 씌우는데, 우레탄 코팅은 쉘락에 비해 두껍고 튼튼해서 흠집이 잘 나지 않고 기타의 갈라짐을 방지한다는 장점이 있지만, 대개 쉘락보다 두껍고 소리를 흡수하는 성질이 있기 때문에 소리의 품질에 있어 쉘락보다 떨어진다. 또한 클래식 기타는 코팅의 영향을 많이 받기 때문에, 겉을 페인트로 코팅하는 일은 초저가형 외에는 존재하지 않는다. 통기타와 달리 무광 코팅은 저가형 외에는 거의 존재하지 않고, 저가형 중에서도 찾아보기 힘들다. 나이트로셀룰로스 래커 코팅은 클래식 기타에서는 콘서트급 기타에 드물게 활용되며, 주로 일렉 기타에 많이 쓰였다. 제작가에 따라서는 콘서트급 악기에도 폴리우레탄을 사용하기도 한다. 중요한 것은 칠이 무엇이든 얇게 칠할수록 울림이 좋아진다는 것이다. 하지만 무작정 얇게 칠하기만 한다고 반드시 좋아지는 것만은 아니고, 음색의 방향성을 어떻게 바꿀지에 따라서 일부러 두껍게 칠하기도 한다. 다만 쉘락은 두껍게 칠하다간 갈라질 위험이 높고, 갈라짐 없이 두껍게 칠하려면 반 년 이상 소요된다.

## 수리
클래식 기타 수리 접착제로는 과거에는 아교가 쓰였지만 성능이 불충분했고, 오늘날에는 성능이 훌륭한 목공 본드가 많이 개발되어 한 번 부러진 곳이 또 부러지지는 않는다. 또한 쉘락 코팅은 땀과 체온으로도 변질되는 등 굉장히 손상되기 쉬우므로 코팅을 다시 하거나, 우레탄 코팅을 쉘락 코팅으로 바꿔 소리 향상을 도모하기도 한다. 보통 악기 수리 업체, 클래식 기타 공방에 수리를 맡긴다.

## 관리
클래식 기타는 충격과 습도에 특히 취약하므로 관리가 필요하다. 저가형 합판 기타는 약간의 습도 관리 정도로 충분하나, 원목의 비중이 높아질수록, 고급 제품일수록 섬세한 관리가 필요하다.
소프트 케이스보다는 하드 케이스가 좋고, 소프트 케이스를 써야겠다면 얇은 천으로 된 케이스보다는 충격 흡수재를 두텁게 보강한 긱백이 충격 보호에 유리하다. 습도 관리에는 지퍼로 잠그는 형식의 케이스(주로 고강도 스티로폼으로 만드는 폼 케이스가 이런 경우가 많음)보다는 꽉 맞물려 잠기는 형식의 하드 케이스가 유리하다. 하드 케이스는 간혹 멜빵이나 손잡이가 없는 경우도 있으므로 알아보고 구매하는 것이 좋다.
습도 관리는 습할 때, 건조할 때로 나뉘는데, 대한민국의 경우 전자는 여름, 특히 장마철이고 후자는 한겨울이므로 모든 경우를 대비해야 한다. 실리카 젤로도 제습할 수 있지만 본래 실리카 젤의 제습 능력이 그렇게 강력하지 않으므로 장마철에는 보통 케이스 안에 150g 이상의 양을 넣어야 하며 습도계를 넣어서 습도를 점검하여야 하고 상태를 봐서 주기적으로 교체하여야 한다. 염화칼슘 제습제 슬림형, 혹은 하드 케이스에 여유 공간이 있다면 일반 크기 염화칼슘 제습제 제품을 비치할 수도 있지만 물이 흘러내리면 기타가 망가진다는 위험성이 있어 추천하지 않는다. 또한 염화칼슘 특유의 냄새가 기타에 옮을 수 있는데, 진한 향기가 생명인 하카란다 측후판을 사용한 악기의 경우 염화칼슘 제습제를 사용하지 않을 것을 강력히 권한다. 겨울에는 댐핏을 사용하면 좋다. 다만 가습 물질에 물기를 첨가한 후에는 외부의 물기를 철저히 없애야 기타에 물이 닿아 상하는 일이 없다. 가습기, 제습기를 활용할 수도 있으나 가격적으로 부담이 된다. 난방을 약하게 하면 습도 유지에 도움이 된다.
쉘락 코팅의 경우 땀과 체온으로도 변질되므로, 연주한 다음에는 기타용 수건으로 닦아주어야 한다. 맨살이 닿으면 높은 온도로 인해 하얗게 변하므로 미관상 좋지 않다.
줄을 갈 때마다 지판에 기름칠을 해주는 것이 좋다. 일반적으로 레몬 오일을 많이 쓰지만 미네랄 오일로도 충분하다. 다만 클렌징 오일처럼 세척을 목적으로 하는 오일은 세척 목적의 첨가물이 들어있기 때문에 기타에 해롭다. 만일 지판에 때가 끼어있다면 기름칠 하기 전에 줄을 풀고 칫솔 등을 동원하여 충분히 제거하여야 한다. 때는 장마철 등 습도가 높을 때 습기를 머금어 기타에 해롭다.
- 버징은 프렛을 잡고 소리낼 때 다른 프렛에 닿아서 즈즈즈 하는 소리가 나는 것을 말한다. 습도 관리를 잘 하지 못해서 넥이 뒤로 휠 때, 상현주나 하현주의 높이가 안 맞을 때도 생기지만, 프렛이 불규칙적이거나 너무 높을 때도 생긴다. 이렇게 되면 프렛을 갈아주어야 하는데, 일반인이 하기는 힘드므로 악기 공방이나 전문 수리점에 맡기는 것이 좋다.

## 수명
클래식 기타의 수명은 클래식 악기 중에서는 상당히 짧은 편이다. 바이올린 등의 다른 악기에 비해 구조가 취약하고 복잡하며, 판이 얇기 때문이다. 드물게는 100년 이상을 버티기도 하나, 대개는 콘서트급 기타를 기준으로 적절히 관리하여도 20~40년이면 수명이 다하게 된다. 하지만 수명이 다하지 않았다면 에이징이 충분히 되어 신품보다 괜찮은 소리를 들려주기도 한다. 전문 연주자의 손길 아래 오래도록 혹사당한 기타는 수명이 빨리 다하는 경향이 있으며, 최고급 클래식 기타를 중고로 구매할 때 주의해야 하는 것은 이 때문이기도 하다. 반대급부로 잘 연주하지 않은 채로 오래 
특히 앞판의 두께가 영향을 많이 미친다. 일반적으로 앞판이 얇으면 적은 힘으로도 소리가 잘 나며 에이징이 빠르고, 앞판이 두꺼우면 충분한 힘이 가해져야 제대로 소리 낼 수 있고 에이징이 느리다. 그리고 시더가 스프러스보다 수명이 짧은 편이다.
다만 수명이 다한다는 게 기타가 부러지거나 한다는 건 아니고, 에이징의 정도가 지나치게 되어 소리가 지나치게 커지면서 통제 불능이 되거나, 음색의 퀄리티가 저하된다거나 하는 것이다.
습도가 나쁜 환경에서 보관하면 수명이 빠르게 줄어드는데, 나무가 팽창, 수축을 반북하며 접착 상태가 점점 나빠지기 때문이다. 부적절한 습도는 전판 갈라짐, 지판 깨짐, 전판 부풀어오름, 넥 휨 등 육안으로 보이는 파손이 없더라도 충분히 치명적인 영향을 끼치는 것이다. 전문 연주자한테 혹사당하지 않은 기타는 주로 좋지 얂은 습도 환경 때문에 수명이 줄어든다.

## 같이 보기
- 기타
- 현울림악기